# Jordbävningen i Shaanxi
Jordbävningen i Shaanxi (kinesiska: 华县大地震; pinyin: Huáxiàn Dàdìzhèn) eller Jiajing-jordbävningen (kinesiska: 嘉靖大地震; pinyin: Jiājìng Dàdìzhèn) var en jordbävning som inträffade på morgonen den 23 januari 1556 (vilket motsvarar tolfte dagen i tolfte månaden i regeringsperioden Jiajings 34:e år) i Mingdynastins Kina. Jordbävningens epicentrum låg i Weiflodens dal i provinsen Shaanxi, nära orterna Huaxian, Weinan och Huayin. Jordbävningen är känd för att vara den jordbävning som skördat flest offer då totalt cirka 830 000 människor omkom. Mer än 97 områden var berörda i tio av Kinas provinser; Shaanxi, Shanxi, Henan, Gansu, Hebei, Shandong, Hubei, Hunan, Jiangsu och Anhui. I några områden utrotades hela befolkningen.
Man uppskattar att jordbävningen hade en styrka på cirka 8 enligt Richterskalan. Efterskalv pågick i cirka ett halvår efter katastrofen.

## Kostnad
Kostnaden för jordbävningen är nära nog omöjlig att uppskatta. Dödssiffran har traditionellt angivits till 830 000. De materiella skadorna var så stora att de är omöjliga att uppskatta. En hel region i Kina förstördes och uppskattningsvis omkom 60% av regionens befolkning.